# 북위 절민제
위 절민황제 원공(魏 節閔皇帝 元恭, 498년 ~ 532년 6월 21일(음력 5월 3일))은 중국 남북조 시대 북위의 제12대 황제(재위: 531년 ~ 532년)이다. 자는 수업(修業)이다. 《위서》에는 전폐제(前廢帝)로 기록되었고, 《북사》에는 시호인 절민제로 기록되었다. 또한 황제가 되기 전의 작위인 광릉왕(廣陵王)으로도 불린다.

## 생애
효문제 원굉의 동생인 광릉왕 원우(元羽)와 왕씨의 아들로 태어나 정시(正始) 연간에 광릉왕의 봉작을 이어받았다. 산기상시과 황문시랑을 역임했다. 원차(元叉)가 북위 조정에 권력을 차지하자 이권을 잃고, 용화불사(龍花佛寺)에 유폐되었다. 530년 모반을 꾸민 혐의로 체포되었다. 오랫동안 구금되었지만, 혐의가 없어서 석방됐다. 효장제 원자유(孝莊帝 元子攸)가 시해되자, 장광왕 원엽이 황제로 옹립되었지만, 이주세륭(爾朱世隆)과 사이가 멀어지고, 원엽을 폐위를 도모하였다. 원엽이 북망산(北邙山) 남쪽으로 갔을때, 이주세륭이 장광왕 원엽한테 광릉왕 원공에게 선양을 할 것을 강요하여 선양하였다. 태위 이주도율(爾朱度律)이 원공을 맞아 궁궐에 들어갔다. 531년 2월 원공은 태극전전(太極前殿)에서 황제로 즉위하고 연호를 보태로 개원하였다. 3월 폐위가 된 장광왕 원엽을 동해왕으로 책봉하고, 노군왕 원숙(魯郡王 元肅)을 태사(太師)로 임명하고, 패군왕 원흔(沛郡王 元欣)을 태부로 임명하였다. 이주중원(爾朱仲遠)과 이주천광(爾朱天光)을 대장군으로, 이주조(爾朱兆)를 천주대장군으로 임명하고 고환을 발해왕(渤海王)에 봉하고, 이주세륭을 태보로 삼았다. 6월에 고환이 신도(信都)에서 거병을 하였고, 10월에 후폐제 원랑(元朗)이 즉위하면서 북위에는 두명의 황제가 등장하였다. 532년 3월에 이주천광이 한릉(韓陵)에서 고환의 군대에 패하자, 4월에 원공은 고환에 의해 폐위당했고 불사에 유폐되었다. 5월 고환이 효무제를 세우고 난 뒤에 문하외성(門下外省)에서 짐살당했다.
후에 서위에서 절민황제(節閔皇帝)로 추증되었다.

## 기년
| 절민제      | 원년            | 2년        |
| ----------- | --------------- | ---------- |
| 서력 (西曆) | 531년           | 532년      |
| 간지 (干支) | 신해(辛亥)      | 임자(壬子) |
| 연호 (年號) | 보태(建明) 원년 | 2년        |